# Громадське телебачення Донбасу
«Грома́дське телеба́чення Донба́су» (Hromadske.dn.ua) — це ініціатива журналістів Донбасу зі створення громадського мультимедійного медіа.
Мета проєкту «Громадське Телебачення Донбасу» — оперативно та без цензури надавати об'єктивну та неупереджену інформацію про політичні, економічні, соціальні процеси для жителів Донецького регіону.
Завдання проєкту — забезпечити щоденний 10-ти хвилинний випуск Новин Донбасу (5 разів на тиждень); створити випуск щотижневого двогодинного ток-шоу «Медіа Майдан», створити випуск щотижневої двохгодинної програми «Донецький діалог», де в прямому ефірі активісти, лідері думок та публічні особи області будуть ділиться один з одним своїми думками, спільно шукати шляхи для вирішення нагальних проблем.

## Команда журналістів
Олексій Мацука, Віталій Сизов, Тетяна Заровна, Юлія Диденко, Віолетта Тарасенко, Катерина Жемчужникова, Денис Казанський, Денис Ткаченко, Сергій Фурманюк, Олена Поволяєва, Євген Шибалов, Станіслав Федорчук, Лариса Бєлозерова.

## Технічна команда
Іван Дядін, Михайло Глубокий.

## Закриття проєкту
2018 року проєкт закрився. 2018 року Youtube-сторінку проєкту перейменували на «Новости Донбасса» (укр. Новини Донбасу), яка посилалася на сайт novosti.dn.ua.